# Championnat du Chili de football 1986
Navigation
Saison précédente Saison suivante
La saison 1986 du Championnat du Chili de football est la cinquante-quatrième édition du championnat de première division au Chili. Les dix-huit meilleurs clubs du pays sont regroupés au sein d'une poule unique où ils s'affrontent deux fois au cours de la saison, à domicile et à l'extérieur. À la fin du championnat, pour faire passer le championnat de 18 à 16 équipes, les trois derniers du classement sont relégués et remplacés par le champion de Segunda División, la deuxième division chilienne.
C'est le club de Colo Colo qui remporte le championnat cette saison après avoir battu lors de la finale pour le titre le Club Deportivo Palestino, les deux équipes ayant terminé à égalité en tête du classement final. C'est le quinzième titre de champion du Chili de l'histoire du club.
Cette saison en Primera División est la dernière d'un des clubs fondateurs du championnat, le Deportes Magallanes, premier champion de l'histoire et seul club à avoir réussi à remporter trois championnats consécutifs.

## Les clubs participants
| - Colo Colo - CD Universidad Católica - CF Universidad de Chile - Unión Española - Club de Deportes Iquique - Deportes Naval de Talcahuano (es) - Club de Deportes Cobreloa - CD Arturo Fernandez Vial - Promu de Segunda División - CD Everton de Viña del Mar | - Unión San Felipe - Club de Deportes Cobresal - CD San Luis de Quillota - CSD Rangers - Club Deportivo Palestino - Deportes Magallanes - Audax Italiano - Club Deportes Concepción - Club Deportivo Huachipato |

## Compétition
Le barème utilisé pour établir le classement est le suivant :
- Victoire : 2 points
- Match nul : 1 point
- Défaite : 0 point

### Classement
| Rang | Équipe                            | Pts | J  | G  | N  | P  | Bp | Bc | Diff |
| ---- | --------------------------------- | --- | -- | -- | -- | -- | -- | -- | ---- |
| 1    | Colo Colo                         | 48  | 34 | 19 | 10 | 5  | 49 | 23 | +26  |
| 2    | Club Deportivo Palestino          | 48  | 34 | 18 | 12 | 4  | 63 | 42 | +21  |
| 3    | Club de Deportes CobreloaT C      | 44  | 34 | 15 | 14 | 5  | 53 | 28 | +25  |
| 4    | Club de Deportes Cobresal         | 40  | 34 | 13 | 14 | 7  | 53 | 35 | +18  |
| 5    | Club Deportivo Huachipato         | 40  | 34 | 15 | 10 | 9  | 50 | 38 | +12  |
| 6    | CD Universidad Católica           | 38  | 34 | 15 | 8  | 11 | 56 | 41 | +15  |
| 7    | Deportes Naval de Talcahuano (es) | 38  | 34 | 12 | 14 | 8  | 41 | 35 | +6   |
| 8    | CF Universidad de Chile           | 35  | 34 | 14 | 7  | 13 | 41 | 40 | +1   |
| 9    | Club Deportes Concepción          | 35  | 34 | 10 | 15 | 9  | 40 | 44 | -4   |
| 10   | CD San Luis de Quillota           | 31  | 34 | 7  | 17 | 10 | 39 | 43 | -4   |
| 11   | Club de Deportes Iquique          | 31  | 34 | 8  | 15 | 11 | 35 | 44 | -9   |
| 12   | CD Arturo Fernandez VialP         | 30  | 34 | 7  | 16 | 11 | 34 | 37 | -3   |
| 13   | Unión Española                    | 30  | 34 | 9  | 12 | 13 | 45 | 51 | -6   |
| 14   | CD Everton de Viña del Mar        | 29  | 34 | 6  | 17 | 11 | 33 | 38 | -5   |
| 15   | CSD Rangers                       | 29  | 34 | 6  | 17 | 11 | 33 | 42 | -9   |
| 16   | Unión San Felipe                  | 29  | 34 | 8  | 13 | 13 | 37 | 50 | -13  |
| 17   | Audax Italiano                    | 19  | 34 | 4  | 11 | 19 | 28 | 70 | -42  |
| 18   | Deportes Magallanes               | 18  | 34 | 5  | 8  | 21 | 38 | 67 | -29  |

|  | Qualification pour la finale pour le titre                                       |
|  | Qualification pour la Liguilla pré-Libertadores                                  |
|  | Relégation directe en Segunda División                                           |
|  | T : Tenant du titre C : Vainqueur de la Copa Chile P : Promu de Segunda División |

### Finale pour le titre
| 28 janvier 1987 | Colo Colo            | 2 - 0 | Club Deportivo Palestino | Estadio Nacional, Santiago du Chili                  |                                                      |
|                 | Vera 66e · Rubio 89e |       |                          | Spectateurs : 73 967 Arbitrage : Salvador Imperatore | Spectateurs : 73 967 Arbitrage : Salvador Imperatore |

- Colo Colo remporte le titre et se qualifie pour la Copa Libertadores 1987 ; Palestino doit passer par la Liguilla pré-Libertadores.

### Liguilla pré-Libertadores
| Rang | Équipe                    | Pts | J | G | N | P | Bp | Bc | Diff |  | Résultats (▼ dom., ► ext.) | Cola | Pale | Cosl | Huac |
| ---- | ------------------------- | --- | - | - | - | - | -- | -- | ---- |  | -------------------------- | ---- | ---- | ---- | ---- |
| 1    | Club de Deportes Cobreloa | 5   | 3 | 2 | 1 | 0 | 5  | 3  | +2   |  | Club de Deportes Cobreloa  |      |      | 1-1  | 1-0  |
| 2    | Club Deportivo Palestino  | 3   | 3 | 1 | 1 | 1 | 4  | 4  | 0    |  | Club Deportivo Palestino   | 3-2  |      | 1-1  | 1-0  |
| 3    | Club de Deportes Cobresal | 2   | 3 | 0 | 2 | 1 | 3  | 4  | -1   |  | Club de Deportes Cobresal  |      |      |      |      |
| 4    | Club Deportivo Huachipato | 2   | 3 | 1 | 0 | 2 | 2  | 3  | -1   |  | Club Deportivo Huachipato  |      |      | 2-1  |      |

|  | Qualification pour la Copa Libertadores 1987 |

## Bilan de la saison
| Championnat du Chili de football 1986 |                                                     |
| Champion                              | Colo Colo (15e titre)                               |
| Coupes et trophées                    |                                                     |
| Vainqueur de la Coupe du Chili 1986   | Club de Deportes Cobreloa                           |
| Qualifications continentales          |                                                     |
| Copa Libertadores 1987                | Colo Colo                                           |
| Copa Libertadores 1987                | Club de Deportes Cobreloa                           |
| Promotions et relégations             |                                                     |
| Promus en Primera División            | Club de Deportes Lota Schwager                      |
| Relégués en Segunda División          | Union San Felipe Audax Italiano Deportes Magallanes |